# Annie Paule Thorel
Annie Paule Thorel (née en 1954 à Rouen) est une peintre française qui vit et travaille à Merry-la-Vallée en France.

## Biographie
En 1974, Annie Paule Thorel crée et réalise le décor du studio de télévision de l'Institut Français de Presse à Paris. C'est ainsi que commença ces deux carrières : l'une dans la radio et l'autre dans la peinture.
De 1974 à 1980, Annie Paule Thorel travaille comme ingénieur du son court-métrage notamment avec Maurice Séveno. Elle est assistante sur les émissions de Anne Gaillard, de Claude Dominique et de Robert Arnaud. Elle est aussi réalisatrice stagiaire sur les dramatiques de France Culture de René Gentet, puis devient réalisatrice de magazines et documentaires à RFI. De 1981 (à 1996), elle devient productrice déléguée à RFI. Elle séjourne pour des reportages dans différents pays d'Afrique notamment pour les besoins du magazine Femmes à la Une dont elle est responsable et dont le sujet est la situation des femmes dans le monde. Elle reçoit deux prix URTI pour des émissions de création.
En 1998, Annie Paule Thorel arrête sa carrière radiophonique.
Audidacte, Annie Paule Thorel commence à peindre en 1982. De 1988 à 1999, elle réalise six expositions personnelles à Paris (Galerie Barrouyer en 1996, Galerie Callu-Mérite-SAGA en 1998). En 1999, elle s'installe en Bourgogne et commence plusieurs séries : Fragment d'Espace, Cosmogonies, Lignes de Terre.
De 1999 à 2011, elle anime un atelier d'écriture dont une sélection de textes est présentée lors de lectures publiques notamment au Théâtre - Scène conventionnée d'Auxerre.
Annie Paule Thorel est représentée par la Galerie Djeziri-Bonn à Paris jusqu'en 2015

## Œuvre
Dans la série Lynia la peinture d'Annie Paule Thorel est une peinture convoquée à partir de son rythme, son organisation colorée. Le geste est réinvesti, il construit la surface à partir de l'élément ligne, strate après strate.
En même temps que les lignes forment écran et semblent occulter l'arrière plan, elles révèlent dans leur organisation (le déploiement de la ligne, sa sinuosité son addition, ses chevauchements, sa couleur, et dans l'échelle des proportions du tableau, de sa saturation chromatique, du rythme), le mode et la surface propre au tableau.
La présence est là, assignée dans la dernière surface et assise dans l'ordre circonstanciel de l'apparition des couches successives. 
Les œuvres d'Annie Paule Thorel s’organisent en séries qui se développent en parallèle. Chaque tableau ayant son enjeu propre, il demeure autonome au sein de la série.[Interprétation personnelle ?]

## Réalisations in-situ
- Vitrail dans le cadre d'une commande publique pour la Chapelle Saint-Pierre, Gerland, France
- Wall painting, DRASS Île-de-France
- Wall painting extérieur, École Paul Bert, Migennes, France
- Encaustique sur intissé peint marouflé sur le mur, Chapelle Saint-Nicodème, Guénin, France
- Encaustique sur intissé peint marouflé sur le mur, Maison Cantoisel, Joigny, France
- Wall painting, La Galerie, Talant, France
- Octave IV wall painting Eglise Saint Pierre Tulle France
- Wall painting  Progress Gallery Paris France

## Expositions

### Personnelles
2024
.   L'Art dans les chapelles, Eglise Saint Tudgual, Quistinic, Morbihan
2021
.   Galerie Hors Cadre, Allegro ma non Troppo, Auxerre, Yonne France
2018
.    POCTB, Polyptyques : un dialogue amoureux, Orleans, France
.    Galerie J-J Hostetter, Fribourg, Suisse
2015
- Galerie Djerizi-Bonn, Paris, France
- Octave IV, wall painting, Église Saint-Pierre, Tulle, France

2014
.    Galerie Anywhere, After the night, Paris
2012
- Peintures, Centre d'Art Contemporain, Châtellerault, France

2008
- Chapelle Saint-Nicodème, L'art dans les chapelles, Guénin, France
- Peintures, Le Théâtre - Scène conventionnée, Auxerre, France

2007
- Peintures/wall painting, La galerie, Talant, France
- L'autre lieu, Maison Cantoisel, Joigny, France

2006
- Y'a quelqu'un, Galerie Écume Des Jours, Beauvais, France
- Livre d'artistes, Bibliothèque d'Auxerre, France

2005
- Carneggie'Small, Studio Le regard du Cygne, Paris

2004
- Cosmogonies, Galerie des artistes, Auxerre, France
- Indiennes, Centre d'Art Contemporain, Draveuil, France

2003
- Ces boîtes en attente d'images, Centre d'Art Contemporain de l'Yonne, Auxerre, France

2002
- Indiennes, Galerie Kelsey, New York, États-Unis
- Passages, L'atelier, Mitry Mory, France

2001
- Indiennes, Galerie L'Autre Rive, Bourges, France
- Carthaga Byrsa 2001, Site archéologique, Carthage, Tunisie
- Peintures, installations, Espace Liberté, Crest, France
- Les rencontres contemporaines, Treigny, France
- Indiennes, Galerie Mutavie, Niort, France

2000
- Indiennes, Chapelle d'Avigneau, France
- Grammaire de la présence, Château d'Egleny, France

1999
- Passages, Galerie L'autre rive, Bourges, France
- Peintures, Espace Prévert, Savigny Le Temple, France

1998
- Peintures, Galerie Herler, Bonn, Allemagne
- Galerie Callu-Mérite, Paris, France

1997
- Peintures, Galerie La Caserne, Paris, France

1996
- Grammaire de la présence, Galerie Barrouyer, Paris, France
- Peintures, Galerie Herler, Bonn, Allemagne

1993
- Résidence d'artiste, Briare, France
- Peintures, Château de Trousse-Barrière, Briare, France
- Galerie The Young Artist, Prague, République Tchèque

1992
- Champs contre champs, Galerie Étant donné, Rouen, France
- Peintures, Espace Icare, Issy-les-Moulineaux, France

1991
- Espace/temps, Galerie Étant donné, Rouen, France
- Galerie Sin Rosa, Paris, France

1988
- Galerie du cygne, Paris, France

2021
.    Subito 3, L'AHAH, Paris
.    Regards croisées avec Bruno Rousselot, D3, Limoges
2019
.    Sillage, Musée de cheong-ju, Corée du sud
.   Quatre murs, quatre peintres, Progress Gallery, Paris
2017
.   L'image cette chose de l'esprit, Le dessus des Halles, Audierne
.   Collection en mouvement, Arthotèque du limousin, Panazol
2016
- Pour continuer à finir, Galerie L'Agart, Amilly, France

2015
- Slick, Galerie Djerizi-Bonn, Paris, France
- Dessins et petits formats, Galerie Djerizi-Bonn, Paris, France
- Maison Cantoisel, Joigny, France

2014
- Rencontres n°43, La Vigie-Art Contemporain, Nîmes, France
- Des artistes, Maison Cantoisel, Joigny, France
- Slick-Attitude, Galerie Djerizi-Bonn, Paris, France
- Dessins, Galerie Djerizi-Bonn, Paris, France
- Multiples, Galerie Anywhere, Paris, France

2013
- She’s a rainbow, Galerie Jean Greset, Besançon, France
- Hommage à une Maison : Des artistes en cause, Maison Cantoisel, Joigny, France

2012
- Out Law, Galerie Jean Greset, Besançon, France
- Des œuvres qui voyagent, Parlement de Bretagne, Rennes, France
- Le Temps des Demeures, Maison Cantoisel, Joigny, France

2011
- De la couleur, Galerie l'Agart, Amilly, France

2010
- Dialogue d'artistes blanc sur fond blanc autour d'une tapisserie de Serge Poliakoff, Galerie Pixi, Paris

2009
- Multiples, Galerie l'Agart, Amilly, France
- 2009 Edition d'estampes, L'art dans les chapelles Editions, Saint-Nicodème, Pluméliau, France

2008
- Objet-La peinture, Maison Cantoisel, Joigny, France
- Hommage à Jean Marcourel, Espace Liberté, Crest, France
- Entre quatre, Espace Belleville, Paris, France

2006
- Autoportraits, Espace Liberté, Crest, France

2005
- Éphémères, Château Landon, France
- Festival de littérature et des arts plastiques, Région Centre, France

2004
- Biennale d'Art Contemporain, Bourges, France
- Foire d'Art Contemporain, Galerie L'Autre Rive, Bourges, France
- Artistes d'Europe, Kyoto, Japon
- Livres d'Artistes, Sens, France

2002
- Foire d'Art contemporain, Galerie L'Autre Rive, Bourges, France
- Visages et autres énigmes, Saint-Aubin Chateauneuf, France

2001
- Itinéraire, Mitry Morry, France
- Du christianisme à l'Islam IV-XIV siècles, Musée Henri Prades, Lattes, France

1999
- Les petits classiques du Grand Pirate, Espace Liberté, Crest, France

1998
- SAGA, Galerie Callu Merite, Paris, France

1995
- Artistes d'Aujourd'hui, Château de Trousse Barrière, Briare, France

1993
- Salon de Mai, Paris, France
- Paris-Praha, Ministère des Finances, Paris, France
- Parcours, Cloître Des Billettes, Paris, France

1992
- Galerie Citadella, Prague, République Tchèque
- Artistes à la Bastille, Paris, France

1991
- Artistes à la Bastille, Paris, France

1990
- Artistes à la Bastille, Paris, France

## Collections publiques
- Musée Archéologique Henri-Prades, Lattes, France
- Ministère de la santé, Paris, France
- Vitrail dans le cadre d'une commande publique pour la Chapelle Saint-Pierre, Gerland, France
- Artothèque du Limousin
- Artothèque de Châtellerault
- Artothèque d'Angoulême
- Artothèque de Grenoble

## Publications
- Lettres enfouies à Justine, Livre d'artiste
- Des mots pour la vie, Livre d'artiste
- Dans l'empreinte du Temps, Livre d'artiste
- Carthage, Livre d'artiste
- Espaces, Livres d'artiste
- Les Disparus, Livres d'artiste
- Ronds de sorcière, Livres d'artiste
- La Voix, Livre d'artiste

## Publications en collaboration
- De la nommée morte vive, Jean-Jacques Maxime Robert, Sérigraphies d'Annie Paule Thorel, Les petits classiques du grand pirate
- En face des portraits de Annie Paule Thorel, Alice Baxter, Les Clandestines
- Les mots vont-ils se mouler dans les algues ?, Nathalie-Noëlle Rimlinger, Photographies Annie Paule Thorel, Les Clandestines
- Phantase de Catherine Lemire, Phottographies d'Annie Paule Thorel, Les Clandestines
- QUI de Guy Lavignerie, Peintures d'Annie Paule Thorel, Les Clandestines
- Résolution, François Michaud, catalogue : Polyptyques : Un dialogue amoureux
- L'envol et l'acclamation, Jean Marie Perret, catalogue L'art dans les Chapelles, 17 eme édition
- Annie Paule Thorel, Jean Marc Avrilla, galerie Djeziri-Bonn
- L'apostrophe muette, Christiane Clairont -Lenfant, catalogue Entre Quatre
- Allégro ma non Troppo, Nathalie Amiot, catalogue Hors Cadre

ENTRETIENS
2019:  Subito Radio / Annie Paule Thorel
2015:  Agnès Gameiro-Delteil/ Annie Paule Thorel
FILMOGRAPHIE
2017 Annie Paule Thorel,  film de 27' de Guy Lavigerie produit par les Editions VARAN